# Шахматный союз северных стран
Шахматный союз северных стран — региональная шахматная организация, объединяющая шахматистов Дании, Исландии, Норвегии, Фарерских островов, Финляндии и Швеции; основан в 1899 шахматистами Дании, Норвегии и Швеции.
С 1899 проводит свои чемпионаты. Среди победителей чемпионатов — У. Андерссон, Б. Ларсен, Э. Лундин, Ф. Олафссон, Г. Штальберг и другие известные шахматисты. Организует также личные и командные соревнования школьников начальных и средних школ. Союз сотрудничает с шахматистами Польши и ФРГ; с 1978 проводятся соревнования шахматистов 8 стран. В 1986 союз организовал двухкруговой матч на 12 досках с мужской национальной командой США; итог — 12 : 12.